# Ulster Grand Prix 1971
De Ulster Grand Prix 1971 was de tiende race van het wereldkampioenschap wegrace-seizoen 1971. De race werd verreden op 14 augustus 1971 op het stratencircuit Dundrod in County Antrim ten westen van Belfast. Voor de zijspanklasse was het de laatste race en de wereldtitel werd dan ook in Ulster beslist. In de 500cc-klasse werd een mijlpaal bereikt: ze werd voor het eerst in de geschiedenis van het wereldkampioenschap gewonnen door een tweetaktmotor.

## Algemeen
In 1971 vormden de onlusten in Noord-Ierland een grote bedreiging voor de Ulster Grand Prix. Volgens journalist Mick Woollett waren de ontploffingen en schoten vanuit Belfast op het circuit te horen en was de rook van de branden te zien. (Na nieuwe onlusten in 1972 werd de hele Ulster Grand Prix afgelast en ze verloor haar WK-status alsnog.)
Daar kwam nog bij dat de organisatie door de 50cc-klasse te schrappen (er waren slechts acht inschrijvingen) de kans liep haar WK-status te verliezen omdat ze niet aan het minimum van vijf raceklassen kwam. De races móesten echter doorgaan, omdat er anders veel geld verloren zou gaan en het verlies van de WK-status dan zeker zou zijn. Hoewel de 50cc-race in Ulster geschrapt was vanwege een gebrek aan inschrijvingen, had ze toch grote invloed op het wereldkampioenschap. Nu zouden slechts 5 resultaten tellen, en dat kostte Ángel Nieto 10 punten. Daardoor stond hij nu gelijk met Jan de Vries op 67 punten.
Giacomo Agostini was al wereldkampioen in de 350- en de 500cc-klasse, maar kwam niet naar Noord-Ierland vanwege de gevechten. Dat was aannemelijk, want de MV Agusta's waren wel op het circuit aangekomen, maar hoefden niet uitgeladen te worden.

## 500 cc
In de Ulster Grand Prix had Rob Bron een goede dag. Giacomo Agostini was niet naar Noord-Ierland gereisd en Keith Turner viel uit door een gescheurde expansiekamer van zijn uitlaat terwijl hij om de leiding vocht met de latere winnaar Jack Findlay. Bron moest een ongeplande tankstop maken waardoor hij een halve minuut verloor, maar zijn voorsprong op Tommy Robb was zo groot, dat zijn tweede plaats niet in gevaar kwam. Rob Bron had nog steeds uitzicht op de tweede plaats in het kampioenschap. Voor Jack Findlay was het de eerste overwinning na 14 jaar deelname aan het wereldkampioenschap.

### Uitslag 500 cc
| Pos | Coureur          | Merk                    | Tijd                    | Punten                  |
| --- | ---------------- | ----------------------- | ----------------------- | ----------------------- |
| 1   | Jack Findlay     | JADA-Suzuki             | 1h10:05.0               | 15                      |
| 2   | Rob Bron         | Suzuki                  | +59.2                   | 12                      |
| 3   | Tommy Robb       | Seeley                  | +1:28.8                 | 10                      |
| 4   | Percy Tait       | Seeley                  | +1:50.0                 | 8                       |
| 5   | Gerry Mateer     | Norton                  | +1:54.6                 | 6                       |
| 6   | Bo Granath       | Husqvarna               | +2:52.8                 | 5                       |
| 7   | Wilf Herron      | Seeley                  | +3:12.4                 | 4                       |
| 8   | Ron Chandler     | Kawasaki                | +3:13.6                 | 3                       |
| 9   | Dudley Robinson  | Yamaha                  | +3:15.8                 | 2                       |
| 10  | Stan Woods       | Norton                  | +3:16.6                 | 1                       |
| 11  | Charlie Dobson   | Seeley                  |                         |                         |
| 12  | Robert Graham    | Norton                  |                         |                         |
| 13  | Alan Lawton      | Norton                  |                         |                         |
| 14  | Derek Lee        | Matchless               |                         |                         |
| 15  | Roy Reid         | Norton                  |                         |                         |
| 16  | Brian Moses      | Norton                  |                         |                         |
| 17  | Barry Scully     | Scott                   |                         |                         |
| 18  | Bob Ramsey       | Seeley                  |                         |                         |
| 19  | Chris Neve       | Triumph                 |                         |                         |
| DNF | Keith Turner     | Suzuki                  | uitlaat                 |                         |
| DNF | Eric Offenstadt  | Kawasaki                |                         |                         |
| DNF | Gordon Pantall   | Padgett-Kawasaki        | Padgett-Kawasaki        |                         |
| DNF | John Dodds       | König                   |                         |                         |
| DNF | Geoff Barry      | Oakley-Seeley-Matchless | Oakley-Seeley-Matchless | Oakley-Seeley-Matchless |
| DNF | Gyula Marsovszky | Linto                   |                         |                         |
| DNF | Martin Carney    | Kawasaki                |                         |                         |
| DNF | Tony Jefferies   | Arter-Matchless         | Arter-Matchless         |                         |
| DNF | Billy McCosh     | Seeley                  |                         |                         |
| DNF | Bill Smith       | Kawasaki                |                         |                         |
| DNF | John Williams    | Arter-Matchless         | Arter-Matchless         |                         |
| DNF | Brian Adams      | Norton                  |                         |                         |
| DNF | Abe Alexander    | Seeley                  |                         |                         |
| DNF | Denis Gallagher  | Seeley                  |                         |                         |
| DNF | Campbell Gorman  | Seeley                  |                         |                         |
| DNF | Morten Hauger    | Honda                   |                         |                         |
| DNF | Harris Healey    | Norton                  |                         |                         |
| DNF | Austin Kinsella  | Matchless               |                         |                         |
| DNF | Ray McCullough   | Seeley                  |                         |                         |
| DNF | Ian McGregor     | Norton                  |                         |                         |
| DNF | Stephen Murray   | Seeley                  |                         |                         |

## 350 cc
Bij afwezigheid van Giacomo Agostini, die toch al wereldkampioen was, nam Silvio Grassetti met zijn fabrieks-MZ RE 300 de leiding in de 350cc-race. In de stromende regen werd hij gevolgd door Jarno Saarinen. Grassetti viel uit met ontstekingsproblemen, waardoor Tommy Robb op de tweede plaats kwam. Saarinen viel in de achtste ronde, waarbij zijn koppelingshendel brak. Robb ging langzamer rijden omdat zijn uitlaat los schoot en daardoor won Peter Williams met de tweede fabrieks-MZ. Hij had zelfs 34 seconden voorsprong op Dieter Braun. De derde plaats was voor Tony Jefferies.

### Uitslag 350 cc
| Pos | Coureur          | Merk   | Tijd         | Punten |
| --- | ---------------- | ------ | ------------ | ------ |
| 1   | Peter Williams   | MZ     | 1h 10' 23" 6 | 15     |
| 2   | Dieter Braun     | Yamaha |              | 12     |
| 3   | Tony Jefferies   | Yamsel |              | 10     |
| 4   | John Williams    | Honda  |              | 8      |
| 5   | Steve Machin     | Yamaha |              | 6      |
| 6   | Mick Chatterton  | Yamaha |              | 5      |
| 7   | Denis Gallagher  | Yamaha |              | 4      |
| 8   | Billie McCosh    | Yamsel |              | 3      |
| 9   | Wilfred Herron   | Yamaha |              | 2      |
| 10  | Peter Berwick    | Yamaha |              | 1      |
| DNF | Jarno Saarinen   | Yamaha | valschade    |        |
| DNF | Silvio Grassetti | MZ     | ontsteking   |        |
| DNF | Rodney Gould     | Yamaha |              |        |
| DNF | Tommy Robb       | Yamaha | uitlaat      |        |

## 250 cc
Phil Read bleek in de Ulster Grand Prix weer redelijk fit te zijn. Hij was blij met de regen, want door het lagere tempo werd zijn arm minder zwaar belast. Hij had bij de start slechts één punt voorsprong op Rodney Gould en een goed resultaat was dus belangrijk. Gould was juist minder blij met de regen. Voor de start waarschuwde Read de jonge laborant Ray McCullough hem niet in de weg te rijden, maar dat was waarschijnlijk olie op het vuur, want McCullough startte even snel als Read. McCullough nam zelfs de leiding, terwijl Gould zich in het achterveld terug liet zakken. Een ronde voor het einde begaf de versnellingsbak van Read's Yamaha het, waardoor McCullough onbedreigd naar de overwinning kon rijden. Jarno Saarinen werd tweede en Dieter Braun werd derde, maar Gould, die zeer rustig had gereden en slechts zesde werd, nam de leiding in het wereldkampioenschap over.

### Uitslag 250 cc
| Pos | Coureur          | Merk   | Tijd            | Punten |
| --- | ---------------- | ------ | --------------- | ------ |
| 1   | Ray McCullough   | Yamsel | 1h07' 2" 4      | 15     |
| 2   | Jarno Saarinen   | Yamaha |                 | 12     |
| 3   | Dieter Braun     | Yamaha |                 | 10     |
| 4   | Peter Williams   | MZ     |                 | 8      |
| 5   | Steve Machin     | Yamaha |                 | 6      |
| 6   | Rodney Gould     | Yamaha |                 | 5      |
| 7   | Gyula Marsovszky | Yamaha |                 | 4      |
| 8   | Ian Richards     | Yamaha |                 | 3      |
| 9   | Billie Henderson | Yamaha |                 | 2      |
| 10  | Stan Woods       | Yamaha |                 | 1      |
| DNF | Phil Read        | Yamaha | versnellingsbak |        |

## Zijspanklasse
In de zijspanklasse wonnen Horst Owesle/Peter Rutterford opnieuw en daarmee was de combinatie Owesle/Kremer/Blanchard/Rutterford wereldkampioen. Siegfried Schauzu/Wolfgang Kalauch werden tweede en daardoor ook tweede in de eindstand. Heinz Luthringshauser reed weer samen met Hans-Jürgen Cusnik en werd derde, maar de derde plaats in het wereldkampioenschap was voor Arsenius Butscher/Josef Huber. Arsenius Butscher diende na de race een protest in tegen de Münch-URS van Horst Owesle, omdat die meer dan 500 cc zou meten. De motor bleek echter correct te zijn. Hierna volgde een tweede protest tegen de gebruikte brandstof, maar omdat het uit elkaar halen en opmeten van de motor meer dan twee uur geduurd had, werd dit protest afgewezen omdat het meer dan twee uur na de race werd ingediend.

### Uitslag zijspanklasse
| Pos | Coureur               | Bakkenist          | Merk      | Tijd      | Punten |
| --- | --------------------- | ------------------ | --------- | --------- | ------ |
| 1   | Horst Owesle          | Peter Rutterford   | Münch-URS | 48' 42" 8 | 15     |
| 2   | Siegfried Schazu      | Wolfgang Kalauch   | BMW       |           | 12     |
| 3   | Heinz Luthringshauser | Hans-Jürgen Cusnik | BMW       |           | 10     |
| 4   | Arsenius Butscher     | Josef Huber        | BMW       |           | 8      |
| 5   | Georg Auerbacher      | Hermann Hahn       | BMW       |           | 6      |
| 6   | Jean-Claude Castella  | Albert Castella    | BMW       |           | 5      |
| 7   | Jeff Gawley           | Graham Alcock      | BMW       |           | 4      |
| 8   | Pat Sheridan          | Phillip Smith      | BSA       |           | 3      |
| 9   | Fred Cornbill         | Gordon Tinkler     | Triumph   |           | 2      |
| 10  | Joe Coxon             | Billy Costello     | BSA       |           | 1      |

1922 · 1923 · 1924 · 1925 · 1926 · 1927 · 1928 · 1929 · 1930 · 1931 · 1932 · 1933 · 1934 · 1935 · 1936 · 1937 · 1938 · 1939 · 1946 · 1947 · 1948 · 1949 · 1950 · 1951 · 1952 · 1953 · 1954 · 1955 · 1956 · 1957 · 1958 · 1959 · 1960 · 1961 · 1962 · 1963 · 1964 · 1965 · 1966 · 1967 · 1968 · 1969 · 1970 · 1971 · 1973 · 1974 · 1975 · 1976 · 1977 · 1978 · 1979 · 1980 · 1981 · 1982 · 1983 · 1984 · 1985 · 1986 · 1988 · 1989 · 1990 · 1991 · 1992 · 1993 · 1994 · 1995 · 1996 · 1997 · 1998 · 1999 · 2000 · 2001 · 2002 · 2003 · 2004 · 2005 · 2006 · 2007 · 2008 · 2009 · 2010 · 2011 · 2012 · 2013 · 2014 · 2015